# Educación en Aguascalientes
Aguascalientes es uno de los estados mexicanos con el mayor índice de alfabetismo, según datos del INEGI, y según el Instituto de Educación de Aguascalientes, para el ciclo 2003-2004 sus estadísticas son (en educación superior están incluidos otros centros especializados):
| Nivel        | Escuelas | Alumnos |
| ------------ | -------- | ------- |
| Preescolar   | 572      | 38,514  |
| Primaria     | 710      | 155,500 |
| Secundaria   | 316      | 64,592  |
| Preparatoria | 149      | 36,452  |
| Superior     | 23       | 28,233  |
| Postgrado    | nd       | 1,229   |

Esto, además de varios institutos comerciales, es decir, escuelas para secretarias y auxiliares de contador, generalmente con cómputo e inglés, escuelas de estos dos, escuelas de belleza, de costura, hospitales con escuela de enfermería, etc.

## Educación Superior
Los centros de educación superior en el estado son, en 2006:
- Universidad Autónoma de Aguascalientes (UAA)
- Universidad Bonaterra
- Universidad Cuauhtémoc, campus Aguascalientes
- Universidad de Estudios Avanzados
- Universidad del Valle de Atemajac, campus Aguascalientes
- Universidad del Valle de México (UVM), campus Aguascalientes
- Universidad La Concordia
- Universidad Politécnica de Aguascalientes (UPA)
- Universidad Tecnológica de Aguascalientes (UTA)
- Universidad Villasunción
- Universidad Interamericana para el Desarrollo
- Instituto Tecnológico Agropecuario n.º 20
- Instituto Tecnológico de Aguascalientes (ITA)
- Instituto Tecnológico y de Estudios Superiores de Monterrey, campus Aguascalientes
- Universidad del Desarrollo Profesional (UNIDEP), campus Aguascalientes
- Universidad Tecnológica del Norte de Aguascalientes (UTNA)
- Universidad Tecnológica del Norte de Aguascalientes, unidad Calvillo

Exceptuando las dos últimas, todas están en la ciudad de Aguascalientes o en su conurbación.

## Escuela normal
Los centros de formación de maestros, tanto de primaria como especializados, son:
- Centro Regional de Educación Normal de Aguascalientes (CRENA)Lic Educación Especial, Primaria y Preescolar
- Escuela Normal de Rincón de Romos Lic Educación Primaria y Educación Física. (ENRR)
- Escuela Normal Rural de Cañada Honda Lic Educación Primaria.
- Escuela Normal de Aguascalientes (ENA) Lic Educación Inicial, Preescolar y Primaria
- Escuela Normal Superior Federal de Aguascalientes, para maestros de nivel secundaria (ENSFA) Especialidad Enseñanza del Español, Matemáticas, Formación Cívica y ética, Inglés.
- Universidad Pedagógica Nacional, (UPN) campus Aguascalientes

## Otros
- Instituto Cultural de Aguascalientes (música, idiomas, danza, teatro, pintura, escultura...)
- Instituto Estatal de Seguridad Pública de Aguascalientes (IESPA): escuela de policías.

- Datos: Q5819909